# 1503
1503 (MDIII) fue un año común comenzado en domingo del calendario juliano.

## Acontecimientos
- 6 de enero: en la costa caribeña de Veraguas (actual Panamá), Cristóbal Colón funda el que sería el primer asentamiento español en territorio continental americano: la aldea de Santa María de Belén.
- 6 de abril : los nativos atacan y destruyen Santa María de Belén, que aún hoy sigue deshabitada. Diez días después, los españoles abandonarán la aldea y regresarán a España.[1]
- 10 de mayo: Colón desembarca en las islas Caimán.
- 8 de agosto: en Escocia, Jacobo IV se casa con Margarita Tudor.
- 21-22 de septiembre: en Roma, tiene lugar el cónclave para elegir un nuevo pontífice tras la muerte del papa Alejandro VI.
- 22 de septiembre: en Roma, el cardenal Piccolomini es elegido papa con el nombre de Pío III.
- 31 de octubre-1 de noviembre: en Roma, tiene lugar el cónclave para elegir un nuevo pontífice tras la muerte del papa Pío III.
- 1 de noviembre: en Roma, el cardenal della Rovere es elegido papa con el nombre de Julio II.

### Sin fecha
- En Sevilla se crea la Casa de contratación.
- El explorador español Juan Bermúdez arriba a las islas Bermudas, a las que bautiza con su nombre.
- Real cédula por la que se permite hacer la guerra a los indios caníbales y someterles a esclavitud.

### Segunda guerra de Nápoles (1501-1504)
- 13 de febrero: 13 franceses y 13 italianos se desafían a un duelo en Barletta.
- 23 de febrero: el Gran Capitán ataca y saquea Ruvo.
- 5 de abril: el fallido tratado de Lyon intenta restaurar la paz.
- 21 de abril: Fernando de Andrade derrota a D'Aubigny en la batalla de Seminara.
- 28 de abril: el Gran Capitán derrota a Luis de Armagnac en la batalla de Ceriñola.
- 16 de mayo: Los españoles entran en Nápoles.
- 13 de septiembre: Tropas francesas invaden el Rosellón.
- 28-29 de diciembre - Batalla del Garellano: Gonzalo Fernández de Córdoba derrota al ejército de Luis II de Saluzzo.

## Arte y literatura
- Leonardo da Vinci comienza a pintar La Gioconda.

## Nacimientos
- 10 de marzo: Fernando I de Habsburgo, emperador alemán (f. 1564).
- 8 de mayo: Michele Tosini, pintor italiano (f. 1577).
- 24 de octubre: Isabel de Portugal, esposa del rey Carlos I de España (f. 1539).
- 17 de noviembre: Bronzino pintor manierista italiano (f. 1572).
- 14 de diciembre: Nostradamus, astrólogo y boticario francés (f. 1566).

### Sin fecha
- Bartolomé de Carranza: teólogo español (f. 1576).
- Tomé de Sousa: primer gobernador general del Brasil (f. 1579).
- Garcilaso de la Vega: poeta español.

## Fallecimientos
- 11 de febrero: Isabel de York, reina consorte de Inglaterra (n. 1465).
- 18 de agosto: Alejandro VI, papa español.
- 18 de octubre: Pío III, papa italiano.

### Sin fecha
- Pedro Berruguete, pintor español.